# Luz Ebensperger
Luz Eliana Ebensperger Orrego (Puerto Montt, 8 de marzo de 1964) es una abogada y política chilena, militante de la Unión Demócrata Independiente (UDI).
Entre 2010 y 2014, durante la primera administración del presidente Sebastián Piñera, fue intendenta de la Región de Tarapacá. A partir del 11 de marzo de 2018 ejerce como senadora por la misma Región. 

## Biografía

### Familia y juventud
Nació en la ciudad de Puerto Montt en 1964. Es hija de Victor Eduardo Ebensperger Aburto y de Alicia Orrego Fernández. Realizó sus estudios secundarios en el Liceo de Niñas Isidora Zegers de Huneus, de su ciudad natal. Posteriormente se trasladó a Santiago e ingresó a estudiar derecho en la Pontificia Universidad Católica de Chile (PUC), titulándose como abogada en 1987.
Está casada con el ingeniero civil en Transporte, José Andrés Díaz Brito y juntos son padres de tres hijos.

### Vida pública
Tras trabajar en gestión pública, entre 1989 y 2004 asumió cargos directivos en las municipalidades de Vitacura y San Joaquín, posteriormente, entre los años 2004 y 2009, se dejerció el rol de Administradora Municipal en la recién creada Municipalidad de Alto Hospicio .
Paralelamente, también desarrolló una carrera docente en la Universidad del Desarrollo y la Universidad de las Américas. Asimismo, en 2009 se desempeñó como Directora Académica de la Universidad Santo Tomás, sede Iquique.
Es experta en Derecho Administrativo y gestión municipal, además de tener conocimientos en gestión estratégica y administración pública y privada.
Fue la primera Intendenta Regional de Tarapacá que duró los 4 años de designación. Fue nombrada por el expresidente Sebastián Piñera el 11 de marzo de 2010 y se desempeñó hasta el 11 de marzo de 2014.
En 2016 se presentó como candidata de la UDI en las primarias municipales organizadas por Chile Vamos, donde derrotó al concejal en ejercicio Álvaro Jofré, transformándose en la candidata a alcaldesa de la coalición. En las elecciones de octubre de 2016 obtuvo la segunda mayoría, siendo derrotada estrechamente por el candidato de la Nueva Mayoría, Mauricio Soria Macchiavello, hijo del exalcalde de Iquique, Jorge Soria Quiroga.

### Senadora
En agosto de 2017, inscribió su candidatura al Senado, por la 2ª Circunscripción, Región de Tarapacá, para las elecciones parlamentarias de noviembre del mismo año, dentro del pacto Chile Vamos, resultando electa con 21.195 votos, equivalentes al 22,92% del total de sufragios.
Desde el 21 de marzo de 2018, integra la Comisión Permanente de Gobierno, Descentralización y Regionalización, la que pasa a presidir a contar del 10 de marzo de 2020, y las Comisiones Especiales de Zonas Extremas y Territorios Especiales; y sobre Recursos Hídricos, Desertificación y Sequía.
Durante el año legislativo 2022, bajo la presidencia de Álvaro Elizalde, se desempeñó como Vicepresidenta del Senado. Siendo la segunda mujer en desempeñar tal rol desde el retorno a la democracia.
Desde marzo de 2023 preside la comisión permanente de Constitución, Legislación, Justicia y Reglamento.

## Historial electoral

### Primarias municipales de 2016
- Primarias municipales de Chile Vamos de 2016 para candidato a alcalde de la comuna de Iquique.

### Elecciones municipales de 2016
- Elecciones municipales de 2016 para elegir alcalde por la comuna de Iquique.

### Elecciones parlamentarias de 2017
- Elecciones parlamentarias de 2017 para Senador por la 2° Circunscripción, Región de Tarapacá, (Alto Hospicio, Camiña, Colchane, Huara,  Iquique,  Pica,  Pozo Almonte)[5]